# Kuchary Kościelne (Gran Polonia)
Kuchary Kościelne [pronunciación en polaco: /kuˈxarɨ kɔɕˈt͡ɕɛlnɛ/] es un pueblo ubicado en el distrito administrativo de Gmina Rychwał, dentro del Distrito de Konin, Voivodato de Gran Polonia, en del oeste-Polonia central. Se encuentra aproximadamente a 8 kilómetros al norte de Rychwał, 13 kilómetros al suroeste de Konin, y a 90 kilómetros al este de la capital regional Poznań.